# Bjarni Sæmundsson (Schiff)
Die Bjarni Sæmundsson ist ein Forschungsschiff des Hafrannsóknastofnun Íslands.

## Allgemeines
Das Schiff wurde unter der Baunummer 473 auf der SSW Schichau-Seebeckwerft in Bremerhaven gebaut. Die Kiellegung fand am 3. Dezember 1969, der Stapellauf am 27. April 1970 statt. Die Fertigstellung des Schiffes erfolgte im Dezember 1970.
Benannt ist das Schiff nach dem isländischen Naturwissenschaftler Bjarni Sæmundsson.

## Technische Daten und Ausstattung
Der Antrieb des Schiffes erfolgt dieselelektrisch. Für die Stromerzeugung stehen drei Deutz-Dieselmotoren (Typ: TBD 616 V12) zur Verfügung. Als Notstrom- und Hafengenerator wurde ein Dieselgenerator mit einem MAN-Dieselmotor (Typ: D 1246 M) verbaut. Die Propulsion erfolgt durch zwei gekoppelte Elektromotoren, die auf einen Festpropeller wirken. Das Schiff ist mit einem Bugstrahlruder ausgerüstet.
Die Decksaufbauten befinden sich im mittleren Bereich des Schiffes. Hinter den Deckausbauten befindet sich ein großes, offenes Deck mit einer Heckaufschleppe. Das Schiff ist für Fischereiforschung und verschiedene meereskundliche Forschungen ausgerüstet. Es verfügt über mehrere Sonar- und Echolotanlagen. Für die Fischereiforschung und zum Schleppen von Forschungsgerät ist es mit verschiedenen Winden ausgerüstet, darunter auch zwei große Trommeln für Netze oder Kabel. Als Hebewerkzeuge befinden sich drei Krane an Bord.
An Bord befinden sich 20 Kabinen, zwölf Einzel- und acht Doppelkabinen. Im normalen Betrieb befinden sich 13 Besatzungsmitglieder und bis zu 13 Wissenschaftler an Bord. Weitere Räume beinhalten Kombüse und Galley, eine Messe und ein Aufenthaltsraum, Fitnessraum und verschiedene Lagerräume. Für die Fischereiforschung ist das Schiff mit zwei Nasslaboren, einem Trockenlabor und einem Laborraum für die Auswertung von Sonardaten ausgestattet. Im Achterschiffsbereich befindet sich ein Laderaum.